# ديفيد كوش
ديفيد كوش (بالإنجليزية: David Koch)‏ هو سياسي أسترالي، ولد في 24 أكتوبر 1949 في أستراليا. حزبياً، نشط في الحزب الليبرالي الأسترالي. وقد انتخب عضو المجلس التشريعي الفيكتوري.